# 하라다 히토미
하라다 히토미(原田 ひとみ, 11월 18일)는 일본의 성우이자 가수이다. 야마구치현 우베시 출신이다. 그리고 트위터에서 일본군 위안부와 관련된 부적절한 발언으로 논란이 되었다.

## 약력
가수로 스카우트되어 음악제작회사 투파이브에서 가수활동을 시작, 그 후 성우로서 활동하기 위해 프로덕션바오밥으로 이적.
바오밥으로 이적후 성우로서는 더빙이나 게임 혹은 디즈니 관련의 일을 주로 하였지만, 2009년경부터 애니메이션 성우 오디션을 받아 바보와 시험과 소환수의 히메지 미즈키역으로 처음 히로인을 맡았다.

## 인물
2년반 이상 계속된 인터넷 방송 [ECO방송국]에서는, 침착한 모습에서 사나이의 훈도시 축제 등
갭이 심하고 기괴한 캐릭터로 알려져있다.
같은 방송에서 자신의 일러스트를 보여주거나 자기 나름대로의 게이머이며, 인터넷 폐인인 것등을 인정하고있다.
가수활동도 하면서 PC게임ef - a fairy tale of the two.의 후편 ef - the latter tale.의 주제가인 [emotional flutter]]로 오리콘 일간순위 21위, 주간순위 32위를 획득했으며, 투파이브 소속의 작곡가 무라키 코우세이와 galapagos라는 유닛을 만들었다.
스리사이즈는 92·59·86의 G컵(일본과 한국의 컵은 다릅니다.)
갈라파고스 라디오에서 '전사무소 사람이 그렇게 하라고 했으니까'라고 했던 것대로, 라이브에서는 가슴의 계곡이 드러나는 의상이 많다.
드림클럽 라디오에 게스트로 출연했을 때, 가슴 크기 때문에 진행자인 미즈하시 카오리가 성희롱하는 흉내를 내며 만진다거나, 변태 아저씨풍으로 "하라다쨔~응"하면서 불렀던 것이 정착되었다.
업계에서 처음 만난 상대에게서 "하라다쨔~응"하고 친근하게 불리는 경우가 많아진 것에 대해, 미즈하시에게 감사하고 있다고 [라디오 Dream C Club]에서 밝힌바 있다.
드림클럽 외에도 바보와 시험과 소환수, 히다마리스케치등 미즈하시와 함께 연기한 작품이 많다.
바보와 시험과 소환수의 생방송 이벤트에서 방송 시작때의 언동, 그리고 바보와 시험과 소환수 후미츠키학원 방송부에서도 자유분방한 언동과 야한 얘기 등 직선적인 발언이 많기 때문에, 함께 연기한 시모노 히로에게서 '존재자체가 야한 얘기'라고 평가된다거나, 청취자들로부터는 '가슴 따귀', 'Opmt.(oppai Mt.)', '음란한 짐승 핑크' 등으로 비약어 불린다.

## 논란
2013년 7월 21일에 자신의 트위터에서 위안부는 날조라는 투의 발언을 해 대한민국에서 큰 논란을 불러일으켰다. 그리고 "의견이 다르면 서로 국제사법재판소에서 확실히 흑백을 가리자"는 식의 발언으로 재차 논란을 빚어 일본에서도 논란이 커졌다.

## 출연작

### TVA
2007
- 키미키스 pure rouge（히바 마나미）
- 현시연2（큐티톤코）

2008
- 고르고13（빌로젤체프의 딸）
- 순정로멘티카2（여자）
- BUS GAMER
- BLEACH（메노리 마리아）

2009
- 속삭임（하치스카 토모에）
- 슬레이어즈EVOLUTION-R（아이C）
- 도라에몽（여자애）

2010
- 아마가미SS（히바 마나카）
- 학원묵시록 HIGHSCHOOL OF THE DEAD（어릴적 타카시、지크、여학생、뉴스 캐스터）
- 도라에몽（이슬이네 아빠（어린시절）、학생C、우주인（어린애））
- 바보와 시험과 소환수（히메지 미즈키）
- 히다마리 스케치×☆☆☆（노리）

2011
- 바보와 시험과 소환수 2기（히메지 미즈키）

2012
- 히다마리 스케치×허니콤（노리）

2013
- 물가의 무로미씨 (후지)

2014
- 마탄의 왕과 바나디스 (발렌티나 그링카 에스테스)
- 걸프렌드 베타 (모치즈키 에레나)

### 극장판
- 스즈미야 하루히의 소실（켄모치 코토네）

### 게임
- 섬란 카구라 -소녀들의 진영- (아스카)
- 섬란 카구라 Burst -홍련의 소녀들- (아스카)
- 섬란 카구라 SHINOVI VERSUS -소녀들의 증명- (아스카)
- 섬란 카구라 New Wave (아스카)
- 아마가미（히바 마나카、미키하라 미카）
- 우치다 야스오 DS 미스터리 명탐정 - 아사미 미츠히코 시리즈 '부도심 연속살인사건'（타카오 쇼코）
- 엘소드（루리엘）
- 오토메디우스X(엑설런트！)（코코로 벨몽드)
- 캄브리안QTS ~화석이 되어도~
- 키미키스（히바 마나미）
- 크로스 브레이브（마도사）
- 콘체르토 게이트 포르테
- 스마일☆슈터（아키야마 마유）
- 조이드 제네레이션즈（미도리）
- 조이드 인피니티 EX NEO（미도리）
- Tartaros（샤를롯）
- 아이온
- 드림클럽（루이）
- 봄의 발소리（모모조노 카오리）
- 파이널 판타지 XIII（코쿤시민）
- 후타바 리호 14세 〜여름〜（웨이트리스）
- 별의 여왕2（츠키카게 아오이）
- Memories Off 6 ~T-wave~
- 핑크빛대전 파이론（에크롯）
- Yo-Jin-Bo ~운명의프로이데~（역사부 부장、시녀）
- Le Ciel Bleu（실러）
- 와일드 암즈 크로스파이어
- VAZIAL SAGA 우민화전략Deluxe（게츠아）

### 더빙
- 오픈 시즌 2 펫VS야생동물들（로지）
- 키스 오브 데스
- 근거리연애（브로커）
- THE LAST HOUSE ON THE LEFT（세이디）
- 슈퍼네츄럴
- 다이어리 오브 더 데드（메어리）
- 추적! 회오리돌입팀（한나）
- 숨겨진 유희
- 미디엄

외국 애니메이션
- 크리피（크리스 앨리스）
- 마마 밀러벨의 무비타임 (맥스)

### CD

#### 드라마CD
- 아마츠키 드라마CD 4권（요메）
- 이케부쿠로선샤인DAY（아르테미스）
- YEBISU세레브리티즈 Grand Finale
- 학원혁명전 미츠루기（츠마사키의 엄마、폴댄스 강사）
- 속삭임 오리지널 드라마CD 스미카의 가장 긴 날（하치스카 토모에）
- NOW HERE（여자사원）
- 바보와 시험과 소환수 ~나와 쿠로코와 키사라기 그랜드파크（히메지 미즈키）
- 브라더 전대 애플즈3 타올라라 오의 ROBO ~Enter the mocchine~（마료）
- 기교소녀는 상처 입지 않아 （야야）

#### 음악・라디오CD
- 드림클럽 보컬앨범「PURE SONGS @DREAM C CLUB」（루이）
- 라디오 Dream C Club vol.1
- 바보와 시험과 소환수 캐릭터송 미니앨범（히메지 미즈키）

### 라디오
- on demend DE net net 대작전（어시스턴트）
- 가라디오（가칭）（galapagos 웹사이트내）
- 바보와 시험과 소환수 후미츠키학원방송부（인터넷라디오 음천: 2009.11.12. - ）
- 모바일연구소（바오밥채널）
- 떠들어봤습니다. 제1방송（K'z Station：2010.4.26. - ）
- 기교소녀는 상처 입지 않아 Facing “Radio Party”（인터넷라디오 음천）

라디오 드라마
- 모모치 아유미 탐정사무소（모모치 아유미）（인터넷 라디오）
- VOMIC 바쿠만（아즈키 미유키）

### 기타
- 에밀 크로니클 ECO방송국（인터넷방송）
- 스마일☆슈터(아키야마 마유)
- 아구카루（시나호）

## 가수활동

### galapagos
- 시작의 바람
- 노아
- 벚꽃〜로우〜
- 혹성퍼레이드

### 그외의 보컬
- eden　테마곡「little explorer」（「little explorer」）
- ef - a fairy tale of the two.
  - ef - the first tale.　테마곡「유구의 날개」（「eternal feather）
  - ef - the latter tale.　OP곡「emotional flutter」・ED곡「ever forever」（「emotional flutter」）
  - PS2판 ef - a fairy tale of the two.　이미지송「echt forgather」
- 행복의 형태　테마곡「한 번만 더」（「V-Hearts vol.3」）
- 나츠☆나츠　테마곡「nachu☆nachu」（「나츠☆나츠 사운드트랙」）
- 봄의 발소리　테마곡「봄 - feel coming spring -」（「봄의 노래」）
- 머신돌은 상처 입지 않아 이미지송「MACHINE DOLL」（「머신돌은 상처 입지 않아 프롤로그EP」）
- 여섯별이 반짝　삽입곡「성좌의 나날」（「V-Hearts vol.3」）
- 유노하나　테마곡「겨울소식」・「약속～resume～」（「V-Hearts vol.3」）・「차오르는 계절 ～vocal ver～」（「PULLTOP VOCAL COLLECTION「노래의 통조림」」）
- 라이딩 인큐버스　테마곡「깨지 않는 꿈의 기억」
- 러브카미　주제가　「봄의 가락」